# Rüdiger Sander
Rüdiger Sander (* 2. November 1941 in Radebeul; † 15. Dezember 2012) war ein deutscher Theater- und Filmschauspieler.

## Leben
Rüdiger Sander war mit der Schauspielerin Isabella „Isa“ Sander-Wolter verheiratet, Vater der Synchronsprecherin Peggy Sander (* 1969) und des Schauspielers Tim Sander (* 1978) und lebte in Weimar.
Sander arbeitete vor allem als Theaterschauspieler, z. B. am Gerhart-Hauptmann-Theater Görlitz. Ab der Spielzeit 1967/68 war er am Theater der Freundschaft in Berlin (heute: Theater an der Parkaue) beschäftigt.
1985 wurde er mit dem Goethepreis der Stadt Berlin (Ost) ausgezeichnet. In der Fernsehserie Gute Zeiten, schlechte Zeiten stellte er den Filmvater Konrad Scholl seines Sohnes Tim (Kai Scholl) dar.

## Filmografie (Auswahl)
- 1967: Blaulicht – Nachtstreife (TV-Reihe)
- 1980: Die Schmuggler von Rajgrod
- 1980: Abenteuer mit den Abrafaxen
- 1988: Polizeiruf 110: Der Kreuzworträtselfall (Fernsehreihe)
- 1997: Tatort: Bierkrieg (Fernsehreihe)
- 1998–2002: Gute Zeiten, schlechte Zeiten (Fernsehserie)
- 1999: Downhill City
- 2000: Die Stille nach dem Schuss
- 2000, 2003: Hinter Gittern – Der Frauenknast (Fernsehserie)
- 2010: Lasko – Die Faust Gottes (Fernsehserie)

## Theatrografie (Auswahl)
Theater der Freundschaft
- 1968: Valentina Alexandrowna Ljubimowa: Schneeball (Davie) – Regie: Horst Hawemann (auch Studiogastspiel im DFF, Erstsendedatum: 14. Juni 1970)[3]
- 1968: Johann Wolfgang von Goethe: Reineke Fuchs. Oper für Schauspieler (Henning der Hahn) – Regie: Heiner Möbius
- 1969: Boško Trifunović: Märchen vom Kaiser und vom Hirten (Esel) – Regie: Horst Hawemann (auch Studiogastspiel im DFF, Erstsendedatum: 5. September 1971)[4]
- 1969: Carlo Goldoni: Diener zweier Herrn (Arlecchino) – Regie: Heiner Möbius
- 1969: Heinz Kahlau: Musterschüler (Rolf) – Regie: Horst Hawemann
- 1969: Brüder Grimm: König Drosselbart (Freier) – Regie: Horst Hawemann (auch Studiogastspiel im DFF, Erstsendedatum: 2. April 1972)[5]
- 1970: Heinz Hall / Manfred Nitschke: Ein Strom, der Liebe heißt (Bemme) – Regie: Heiner Möbius
- 1970: Georgi Nachutzrischwili: Tschintschraka oder Das große Abenteuer eines kleinen Gauklers (Tschintschraka) – Regie: Horst Hawemann (auch Studiogastspiel im Fernsehen der DDR, Erstsendedatum: 24. Dezember 1972)[6]
- 1971: Friedrich Gerlach: Die Herren des Strandes (Hinkebein) – Regie: Horst Hawemann / Mirjana Erceg
- 1971: Jewgeni Schwarz: Zar Wasserwirbel (Nebenrollen) – Regie: Horst Hawemann (auch Studiogastspiel im Fernsehen der DDR, Erstsendedatum: 23. Dezember 1973)[7]
- 1972: Heinz Kahlau: Die kluge Susanne (Tim) frei nach Die kluge Bauerntochter der Brüder Grimm – Regie: Horst Hawemann (auch Aufführung im Fernsehen der DDR, Erstsendedatum: 20. April 1973)[8]
- 1972: Erich Blach: Die Bernsteinbrigade (Kurt Holz) – Regie: Horst Hawemann
- 1973: Ernst Bürger: Veilchen für Dolly (Arno) – Regie: Hans-Georg Simmgen
- 1973: Pjotr Pawlowitsch Jerschow: Das bucklige Pferdchen (Zar) – Regie: Horst Hawemann
- 1974: Eugen Eschner: König Jörg (Kanzler) – Regie: Konrad Zschiedrich (auch Aufführung im Fernsehen der DDR, Erstsendedatum: 1. Juni 1975)[9]
- 1974: Alfonso Sastre: Geschichte von der verlassenen Puppe (Lumpensammler) – Regie: Wolfgang Engel
- 1975: Georgi Polonski: Warten wir den Montag ab (Genka) – Regie: Horst Hawemann
- 1975: Erich Köhler: Vietnamesische Legende (Li) – Regie: Mirjana Erceg
- 1977: Aleksis Kivi: Die sieben Brüder (Aapo) – Regie: Berndt Renne
- 1978: Margarete Steffin: Wenn er einen Engel hätte (Schutzengel Georg) – Regie: Wolfgang Engel
- 1978: Dieter Süverkrüp: Das Auto Blubberbumm (Konzernherr von Rotz) – Regie: Herbert Fischer
- 1979: Joaquín Gutiérrez: Kokori (Affe) – Regie: Horst Hawemann
- 1979: Friedrich Wolf: Die Geschichte vom Hahn Hallo, dem Hund Schnapp und wie der weise Rabe Streit schlichtete (Hund Schnapp) – Regie: Mirjana Erceg
- 1979: Titus Maccius Plautus: Der Maulheld (Sklave Skeledrus) – Regie: Mirjana Erceg
- 1980: Georgi Nachutzrischwili: Der Aschenstocherer oder Kopf ist das Beste (König Dachtingur) – Regie: Joachim Siebenschuh (auch Aufführung im Fernsehen der DDR, Erstsendedatum: 17. April 1981)[10]
- 1981: Brüder Grimm: Die Bremer Stadtmusikanten (Hund) – Regie: Helga Sasse
- 1982: Brüder Grimm: Hase und Igel (Igel) – Regie: Joachim Siebenschuh
- 1983: Wiktor Rosow: Unterwegs [unbekannt] – Regie: Hartwig Albiro
- 1983: Peter Ensikat: Dreiklang (Clown) – Regie: Joachim Siebenschuh (auch Aufführung im Fernsehen der DDR, Erstsendedatum: 11. Juni 1984)[11]
- 1984: Helmut Baierl: Ihr seid ein Greenhorn, Sir! (Sam Hawkens) – Regie: Frieder Kranz
- 1984: Boris Aprilow: Timmi (Dombi) – Regie: Carl-Hermann Risse
- 1985: Brüder Grimm: König Drosselbart und das Mädchen Prinzessin (Königsvater) – Regie: Carl-Hermann Risse
- 1985: Albert Wendt: Der Vogelkopp (Vogelkopp) – Regie: Carl-Hermann Risse
- 1986: Horst Hawemann: Die Katze (Tiger) frei nach Rudyard Kipling – Regie: Carl-Hermann Risse
- 1987: Molière: Der Tartüff (Orgon) – Regie: Carl-Hermann Risse
- 1987: Alexander Tscherwinski: Unentschieden! (Pufik) – Regie: A. W. Borodin
- 1988: Carlo Gozzi: Der König Hirsch (Truffaldino) – Regie: Carl-Hermann Risse
- 1988: Dieter Wardetzky: Leben und Sterben des Wladimir Majakowski (mehrere Rollen) – Regie: Dieter Wardetzky
- 1988: Jewgeni Schwarz: Die Schneekönigin (König) frei nach Hans Christian Andersen – Regie: Peter Zimmermann
- 1989: Barbro Lindgren: Onkelchen (Onkelchen) – Regie: Renate-Luise Frost
- 1992: Horst Hawemann: Immer schön tiger (Hund) frei nach Rudyard Kipling – Regie: Horst Hawemann

Theater der Freundschaft (Regie)
- 1984: Pawel Maljarewski: Das Rübchen (mit Heiner Möbius)
- 1989: Paul Maar: Kikerikiste (im Rahmen des Theater-Sommerfez)